# Der Vetter aus Dingsda (Operette)
Der Vetter aus Dingsda ist eine Operette in drei Akten des deutschen Komponisten Eduard Künneke (1885–1953); sein mit Abstand erfolgreichstes Stück. Das Libretto stammt von Herman Haller und Fritz Oliven. Die Uraufführung fand am 15. April 1921 im Theater am Nollendorfplatz im Berliner Ortsteil Schöneberg statt.

## Handlung
1. Akt
Die junge Julia – reiche Erbin auf Schloss de Weert – kann die Vormundschaft von Onkel Josef und Tante Wilhelmine, genannt „Josse“ und „Wimpel“, kaum ertragen. Darin ist sie sich mit ihrer Freundin Hannchen einig! Sehnsüchtig hat sie auf die Volljährigkeit gewartet – und auf die Rückkehr ihres Vetters Roderich, der vor sieben Jahren nach „Dingsda“ in Ostasien, nach Java abreiste. Damals hatte sie ihm ewige Treue geschworen und ihm zum Zeichen einen Ring gegeben.
Onkel und Tante haben ganz andere Heiratspläne für die Nichte. Josses Neffe August Kuhbrot soll Julias Herz gewinnen – und damit auch ihr Geld. Und Julias zweiter Vormund, v. Wildenhagen, will sie mit seinem Sohn Egon verheiraten. Aber Julia träumt nur von Roderich.
Am Abend ihrer Volljährigkeit steht ein Fremder vor dem Schloss und behauptet, sich verlaufen zu haben. Als sie ihn fragt, wer er sei, stellt er sich als „armer Wandergesell“ vor. Julia fühlt sich zu einem Streich aufgelegt. Sie lädt den Landstreicher ein und bietet ihm zum Übernachten ein Schlafzimmer im Schloss an. Während sie ihn bewirtet, erzählt sie ihm von ihrer ewigen Liebe zu ihrem Vetter in Batavia.
2. Akt
Am nächsten Morgen stellt der Fremde sich Onkel Josse und Tante Wimpel als ihr Neffe vor, ohne seinen Namen zu nennen. Die beiden halten ihn sogleich für den aus Batavia zurückgekehrten Roderich und sind wenig erfreut, denn damit wären für August Kuhbrot die Heiratschancen dahin. Der Fremde belässt sie in ihrem Irrtum – er hat sich in Julia verliebt, und hofft, als Roderich ihr Herz zu gewinnen.
Julia ist sich nicht sicher, ob der Fremde wirklich Roderich ist, und fragt ihn: „Weißt du noch, wie wir als Kinder gespielt? – Manchmal denk ich, vielleicht bist du’s nicht, und dann schäm’ ich mich so…“ Er lenkt ab: „Kindchen, du musst nicht so schrecklich viel denken. Küss’ mich, und alles wird gut!“
Die beiden sind sich einig, und Julias Glück scheint vollkommen. Da kommt der abgeblitzte Egon v. Wildenhagen, dessen Vater inzwischen Nachforschungen angestellt hat, und teilt mit, dass Vetter Roderich vor sechs Wochen noch in Batavia war, und noch gar nicht angekommen sein könne, da das nächste Schiff erst heute in Hamburg eintreffe!
„Sage mir, ob du Roderich bist!“, fragt Julia. – „Liebst du mich nur, wenn ich Roderich bin?“ Der Wandergesell gesteht, dass er nicht Julias geliebter Roderich ist, und es auch gar nicht sein will. „Ich bin nur ein armer Wandergesell, gute Nacht, liebes Mädel, gut’ Nacht.“ Betrübt lässt Julia den Fremden fortgehen, obwohl sie ihn liebt, denn sie will den Treueschwur, den sie Roderich vor sieben Jahren gab, nicht brechen.
3. Akt
In einem Automobil erscheint ein weiterer Fremder vor dem Schloss. Julias Freundin Hannchen verliebt sich auf den ersten Blick in den lustigen Kerl. Aber als er sich als der echte Roderich de Weert vorstellt, ist Hannchen bestürzt: Roderich hat all die Jahre überhaupt nicht mehr an Julia gedacht! Wie wird sie das verkraften? Hannchen schlägt Roderich vor, er solle sich Julia als August Kuhbrodt vorstellen, damit sie ihn sogleich ablehnt.
Onkel Josse erfährt, dass sein Neffe August schon vorgestern mit dem Zug eingetroffen sei. Aber auf Schloss de Weert ist der junge Mann nicht angekommen! Ist ihm etwas zugestoßen? Hat ihn gar der fremde Wandergesell überfallen und ihn umgebracht? Mit Hilfe ihrer Diener Hans und Karl wollen Onkel und Tante ihn festnehmen. Da erscheint der echte Roderich als falscher August und erklärt, dass er nicht umgebracht worden sei. Onkel und Tante fordern ihn auf, sich sogleich an Julia heranzumachen, „was du dort sollst, das weißt du ja.“
Julia lehnt ihn ab. Da erzählt ihr der vermeintliche August und echte Roderich, dass ihre Jugendliebe ihrer nicht wert sei, dass er den Treueschwur im Kindesalter nie ernst genommen habe und sich mit einer anderen verlobt habe. Er sei es selbst! Zum Beweis zeigt er ihr den Ring, den sie ihm vor sieben Jahren gab. – Julia ist bestürzt: Seinetwegen hat sie den geliebten Wandergesellen fortgeschickt!
Doch der ist nicht weit, „und im Märchen, da wurden die beiden ein Paar“: Julias Geliebter erklärt, dass er August Kuhbrot sei, den sie mit Hunden vom Hof hetzen wollte – doch: „Für mich bist du Roderich, mein Roderich!“ – Hannchen bekommt den echten Roderich, „und du wirst mein August!“, und für Egon v. Wildenhagen bleibt nur ein Ausweg: „Sie gehen nach Batavia!“

## Bekannte Stücke
- Onkel und Tante, ja, das sind Verwandte, die man am liebsten nur von hinten sieht.
- Strahlender Mond, der am Himmelszelt thront.
- O werter, verehrter, von Liebe Betörter.
- Hallo, hallo, hier rief’s doch irgendwo – Ich hab’ mich verlaufen – Sag’ an, wer bist du? – Ich bin nur ein armer Wandergesell.
- Ganz unverhofft kommt oft das Glück – Wenn du glaubst, dass ich weiß, wer das ist – Der Roderich, der Roderich.
- Weißt du noch, wie wir als Kinder gespielt? – Kindchen, du musst nicht so schrecklich viel denken! Küss mich, und alles wird gut.
- Ich hab an sie nur stets gedacht.
- Sieben Jahre lebt’ ich in Batavia.
- Nicht wahr, hier ist’s wie im Zauberreich? – Und im Märchen, da wurden die beiden ein Paar – Ich bin nur ein armer Wandergesell.
- Ach, Heil’ger Nikolaus.
- Ganz unverhofft kommt oft das Glück – Im Namen des Gesetzes! – Er ist’s, er ist’s, der Augustin!.

## Bearbeitungen
- 2004: Fassung für Salonorchester von Johannes Schild. Premiere: 20. März 2004, Theater Hagen
- 2008: Fassung für 4-Mann-Combo von Konrad Haas (Steinwolke, Die Hausmeister). Premiere 10. Mai 2008, E.T.A.-Hoffmann-Theater Bamberg

## Verfilmungen
- 1934: Regie: Georg Zoch, Produzent: Victor Klein mit Ernst Behmer, Werner Finck, Lien Deyers, Lizzi Holzschuh, Walter von Lennep, Rudolf Platte, Paul Heidemann, Jakob Tiedtke. Erstaufführung: 11. September 1934
- 1953: Regie: Karl Anton, Produzent: Helmuth Volmer, Waldemar Frank mit Vera Molnar, Gerhard Riedmann, Grethe Weiser, Joachim Brennecke, Irene von Meyendorff, Hans Richter, Gunther Philipp, Kurt Pratsch-Kaufmann. Erstaufführung: 26. November 1953
- 1970: Regie: Willy van Hemert, Farbfernsehfassung Niederlande/Deutschland mit Mieke Bos, Ernst Schütz, Monika Dahlberg, Peter Garden, Willy Millowitsch, Brigitte Mira, Johnny Kraaykamp. Erstausstrahlung im ZDF 1970